# Johann Evangelist Schifferl
Johann Evangelist Schifferl OSB (* 3. März 1704 in Oberehring als Georg Schifferl; † 26. Dezember 1771 in Oberalteich) war ein deutscher Benediktiner und Abt in Kloster Oberalteich.

## Biografie
Georg Schifferl wurde als Sohn eines Hufschmieds in Ehring (Oberehring, heute Teil der Gemeinde Riekofen) geboren. Ein Wohltäter ermöglichte ihm den Besuch des Gymnasiums der Jesuiten in Straubing. Im Dezember 1723 trat er in das bei Straubing gelegene Benediktinerkloster Oberalteich ein und erhielt hier bei seiner Profess 1724 den Ordensnamen Johann Evangelist. Anschließend wurde er zum Studium der Philosophie an das fürstbischöfliche Lyzeum in Freising geschickt. Es folgte die Ausbildung in der Theologie am gemeinsamen Studium der Bayerischen Benediktinerkongregation, das zu dieser Zeit vom Kloster Rott (am Inn) beherbergt wurde. Nach Abschluss des Studiums und Rückkehr ins Kloster Oberalteich empfing er am 19. Dezember 1728 die Priesterweihe und war dann an der zum Kloster Oberalteich gehörenden Wallfahrtskirche auf dem nahen Bogenberg eingesetzt.
In den Jahren 1731/32 studierte er an der Universität Ingolstadt Kirchenrecht und erwarb den akademischen Doktorgrad. Danach war er in Oberalteich als Lehrer der Theologie im Hausstudium des Klosters tätig und wirkte zunächst erneut an der Wallfahrtskirche auf dem Bogenberg, dann in den vom Kloster betreuten Pfarreien Pfelling und Aiterhofen. Ab 1739 übernahm die Stellung eines Lehrers der Theologie und zugleich die Position des Direktors am gemeinsamen Studium der Bayerischen Benediktinerkongregation in Kloster Rott (am Inn). Im Jahr 1756 wurde er zum Prokurator der Kongregation ernannt.
Am 20. Februar 1758 wählte der Konvent von Oberalteich Johann Evangelist Schifferl, der zuvor im Kloster bereits das Amt des Ökonomen und des Priors bekleidet hatte, zum Nachfolger des verstorbenen Abtes Dominicus Perger. Die Bestätigung der Wahl und die Benediktion des neuen Abtes erfolgte am 3. März 1758 in Regensburg durch den Weihbischof Franz Joachim Schmid von Altenstadt. Seine Tätigkeit als Abt von Oberalteich hat Johann Evangelist Schifferl in einem ausführlichen Bericht dokumentiert, der in achtzehn Bänden die Zeit bis 1769 umfasst (Synopsis historica). Dieser Bericht ist ein Zeugnis für den hohen Stand des kulturellen Lebens und der wissenschaftlichen Tätigkeit im Kloster Oberalteich. Mönche des Klosters wurden in dieser Zeit als Professoren an die Benediktineruniversität Salzburg, das Lyzeum in Freising und an das gemeinsame Studium der Bayerischen Benediktinerkongregation berufen und im Kloster selbst wurden feierliche wissenschaftliche Disputationen durchgeführt, die anschließend publiziert wurden. In Oberalteich wurden unter Johann EvangelistSchifferl Kloster und Kirche dem Geschmack des Rokoko angepasst. Der Straubinger Bildhauer Mathias Obermayr stattete im Auftrag des Abtes die Prälatur und andere Räume mit kunstvollen Stuckaturen aus und lieferte einen prächtigen neuen Tabernakel für den Hochaltar der Klosterkirche. Unter Abt Johann Evangelist Schifferl konnte Oberalteich mit Erfolg seinen Ruf und seine Stellung als eines der führenden Benediktinerklöster Bayerns festigen.

## Werke (Auswahl)
- Tractatio Prolegomenalis De Quidditate Logicae. Quam … Praeside P. Ruperto Kolbinger O.S.B. ex Lib. Exemp. Imp. Monast. Ottoburano, p. t. in praefato Lycaeo Logicae Profess. Ordinario, Pro Exercitio Menstruo defendendam susceperunt … Dominicus Klöpfer, & Joannes Evang. Schifferl, O.S.B. ad Quercum super. Professi Logicae Studiosi, München 1725.
- Tractatus de angelis et de actibus humanis - BSB Clm 28037 (1739).
- Tractatus de sacramentis in genere et de baptismo, confirmatione et eucharistia - BSB Clm 28060 (1741).